# 沃科涅
沃科涅（法語：Vaucogne，法語發音：[vokɔɲ]）是法国奥布省的一个市镇，属于特鲁瓦区。

## 地理
沃科涅（48°31'41"N, 4°20'39"E）面积16.51 平方千米，位于法国大東部大區奥布省，该省份为法国中北部省份，北起马恩省，西接塞纳-马恩省，西南至约讷省，东南至科多尔省，东临上马恩省。
与沃科涅接壤的市镇（或旧市镇、城区）包括：当皮埃尔、多马坦勒科克、伊勒欧比尼、雅塞讷、莫朗贝尔、拉姆吕。

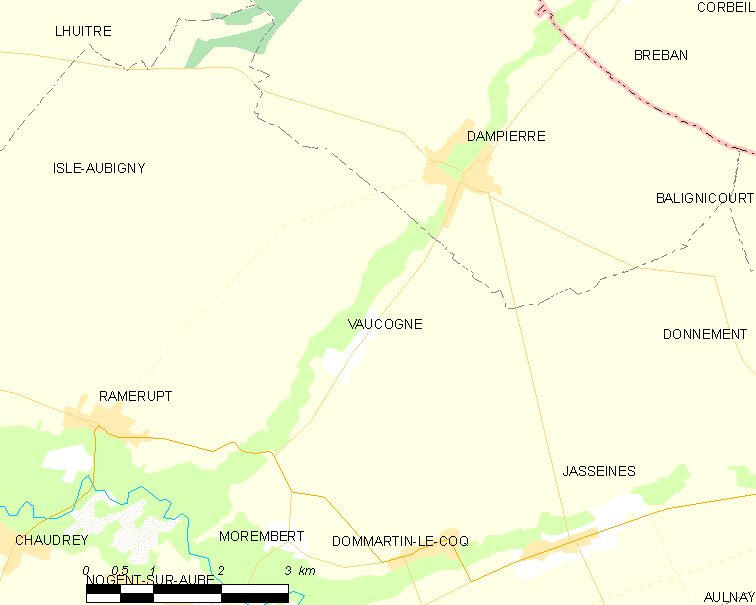
沃科涅的OSM定位图

沃科涅的时区为UTC+01:00、UTC+02:00（夏令时）。

## 行政
沃科涅的邮政编码为10240，INSEE市镇编码为10398。

## 政治
沃科涅所属的省级选区为奥布河畔阿尔西县。

## 人口

1962-2008年间沃科涅人口变化图示

沃科涅于2022年1月1日时的人口数量为71人。